# اوریبو
اوریبو (به فرانسوی: Auribeau) یک کمون در فرانسه است که در وکلوز واقع شده‌است. اوریبو ۷٫۵ کیلومتر مربع مساحت دارد ۶۰۰ متر بالاتر از سطح دریا واقع شده‌است.